# Букаров, Магомед-Вели Букарович
Магомед-Вели Букарович Букаров (21 декабря 1920, с. Ахты, Самурский округ, Дагестанская АССР, РСФСР — 3 июля 2012, Россия) — Председатель Махачкалинского горисполкома (1970—1972).

## Биография
Родился в 1920 году в селении Ахты Самурского округа. По национальности — лезгин.
Окончил Дагестанский механический техникум и Высшую партийную школа при ЦК КПСС. После окончания техникума работал на заводе № 182 в должности конструктора-машиностроителя.
С 1943 по 1945 год в рядах Советской Армии, участвовал в Великой Отечественной войны.
В 1948 году работал секретарем ахтынского райисполкома В 1950 году был выдвинут на работу в аппарат обкома КПСС. С 1952 года работал первым секретарем Каспийского горкома, а затем Магарамкентского райкома партии, начальником Касумкентского производственного колхозно-совхозного управления. С 1966 по 1970 годы являлся заместителем председателя Президиума Верховного Совета Дагестанской АССР. С декабря 1970 по июль 1972 года работал председателем Махачкалинского горисполкома. С 1972 по 1975 годы работал директором треста плодовых и плодопитомнических совхозов, с 1975 по 1981 годы — директором совхоза «Магарамкентский».

## Научная деятельность
Кандидат экономических наук с 1969 года. Тема диссертации: «Экономическая эффективность специализации сельского хозяйства Южного Дагестана: на примере колхозов и совхозов Самуро-Гюргенчайского микрорайона». Заслуженный экономист ДАССР.

## Награды и медали
- Ордена Трудового Красного Знамени.
- Орден «Знак Почёта».
- Пять различных медалей.
- Кандидат экономических наук.